# Kevin Hingerl
Kevin Hingerl (* 2. September 1993 in München) ist ein deutscher Fußballspieler.

## Karriere
Hingerl begann bereits mit fünf Jahren in der G-Jugend der SpVgg Unterhaching. Als er etwa zehn Jahre alt war, wechselte er für zwei Jahre zum SV Pullach, kehrte jedoch wieder zu den Unterhachingern zurück und durchlief dort die weiteren Jugendjahre. 2011 gelang ihm mit der A-Jugendmannschaft der Aufstieg in die Staffel Süd/Südwest der Junioren-Bundesliga.
Während er im Jahr darauf noch für die A-Jugendmannschaft spielte, wurde er bereits für die erste Mannschaft in Betracht gezogen. In der Saison 2011/12 wurde er noch in der ersten Saisonhälfte wegen der Verletzungssituation als Ersatz in den Kader der Drittligamannschaft geholt. Am 18. Spieltag ersetzte er bei seinem Profidebüt den gelbgesperrten Markus Schwabl über neunzig Minuten und blieb auch in der nächsten Partie im Kader. Dann sorgte eine Knieverletzung für eine vorzeitige Winterpause.
Zur Saison 2014/15 wechselte Hingerl zum TSV Buchbach sowie in der Folgesaison zum Ligakonkurrenten Wacker Burghausen. Zur Saison 2021/22 wechselte er zum Regionalliga-Konkurrenten Türkgücü München. In der Winterpause der Saison 2023/24 spielte er das zweite Mal für den TSV Buchbach. Hier wird er Teil des Trainerteams als Athletiktrainer.

## Erfolge
- Aufstieg in die A-Junioren-Bundesliga (Staffel Süd/Südwest) 2011

## Sonstiges
Hingerls jüngerer Bruder Marco ist ebenfalls Fußballspieler, ebenso sein Bruder Sascha. Die drei Brüder spielten bis zur Winterpause der Saison 2023/24 gemeinsam für Türkgücü München.